# Lokale ring
In de commutatieve algebra zijn lokale ringen ringen met een bijzonder eenvoudige structuur, meer bepaald omdat ze maar één maximaal ideaal bezitten. In de algebraïsche meetkunde treden ze op als ringen van kiemen van reguliere functies in de omgeving van een punt, genaamd staken. In de getaltheorie geven ze het gedrag van een getallenring weer met betrekking tot een specifiek priemgetal.
Wolfgang Krull voerde het lokale ringbegrip in 1938 in onder de naam Stellenring. De naam "lokale ring" is van Oscar Zariski.

## Formele definitie
Voor een commutatieve ring R met neutraal element zijn de volgende twee eigenschappen gelijkwaardig:
- R heeft slechts één maximaal ideaal,
- de niet-inverteerbare elementen van R vormen een ideaal.

R heet lokaal als hij aan een van beide, dus aan beide, eigenschappen voldoet.

## Voorbeelden en tegenvoorbeelden
1. Lichamen zijn lokale ringen. Alleen 0 is niet omkeerbaar en {0} is een ideaal.
2. Zij R de ring van rationale functies, quotiënten van twee polynomen met reële coëfficiënten die zijn gedefinieerd in de omgeving van 0. De noemer van een dergelijke breuk heeft een constante die geen 0 is. De breuk is omkeerbaar dan en slechts dan als de teller eveneens een constante verschillend van 0 heeft. De niet-omkeerbare elementen zijn precies de rationale functies die de waarde 0 aannemen in 0, en die vormen een (maximaal) ideaal.
3. Zij R de ring van kiemen van continue reëelwaardige functies op willekeurig kleine omgevingen van 0. Ongeveer zoals in het vorige voorbeeld vormen de kiemen die de waarde 0 aannemen in 0, het enige maximale ideaal van R.
4. De ring {\displaystyle \mathbb {Z} } der gehele getallen is niet lokaal, want elk priemgetal p brengt een maximaal ideaal: p voort.
5. De rationale getallen waarvan de noemer niet door een gegeven priemgetal p is te delen, vormen een lokale ring. Het maximale ideaal bestaat uit de breuken waarvan de teller wel door p is te delen.
6. De ring {\displaystyle \mathbb {R} [X]} der reële polynomen in één veranderlijke is niet lokaal, want voor elk reëel getal a brengt de tweeterm x-a een maximaal ideaal (X-a) voort.

## Verwante begrippen

### Semi-lokale ring
Een ring heet semi-lokaal of halflokaal als hij slechts een eindig aantal maximale idealen heeft.

### Restklassenlichaam
Zij R een lokale ring met maximaal ideaal m. De quotiëntring R/m is dan een lichaam, restklassenlichaam of residu(en)lichaam genoemd.

## Lokalisatie
Als A een willekeurige commutatieve ring met eenheidselement is, en p een priemideaal van A, dan kan men de quotiëntenring vormen met de breuken waarvan de teller in A ligt, en de noemer in A maar buiten p. Twee breuken a/s en b/t heten gelijkwaardig als er een element u buiten p bestaat zodat (at-bs)u=0.
De ring die hierdoor ontstaat wordt Ap genoteerd en heet de lokalisatie van A in p. Hij is een lokale ring met als maximaal ideaal de breuken waarvan de teller in p ligt.

### Breukenlichaam van een gehele ring
Een bijzonder geval doet zich voor wanneer er in A geen nuldelers voorkomen, dus een integriteitsdomein), want dan is het ideaal {0} een priemideaal. De lokalisatie naar dit priemideaal bestaat uit alle breuken waarvan de teller en noemer in A liggen, met dien verstande dat de noemer niet 0 mag zijn. Twee breuken a/s en b/t zijn gelijkwaardig als en slechts als at-bs=0. De aldus ontstane lokale ring is een lichaam, breukenlichaam of quotiëntenlichaam van A genoemd, met maximaal ideaal {0}.

## Homomorfismen
Een homomorfisme tussen commutatieve ringen met eenheid heeft de eigenschap dat het inverse beeld van een priemideaal steeds een priemideaal is. Het inverse beeld van een maximaal ideaal is evenwel niet altijd maximaal, zelfs als de ringen lokaal zijn. Daarom hanteert men in de categorie der lokale ringen als morfismen de lokale homomorfismen: dat zijn de homomorfismen tussen lokale ringen met de eigenschap dat het inverse beeld van het unieke maximale ideaal van de doelring precies het maximale ideaal van de domeinring is.

### Tegenvoorbeeld
Zij p een priemgetal. De lokalisatie van de gehele getallen in het priemideaal (p) vormt een deelverzameling van de rationale getallen:
{\displaystyle {\hbox{id}}:\mathbb {Z} _{p}\to \mathbb {Q} }
Het enige maximale ideaal van de rationale getallen is het singleton {0}, maar zijn inverse beeld is niet maximaal in de lokale ring {\displaystyle \mathbb {Z} _{p}}.